# Sage femme
Sage femme es el nombre de una película de drama francesa dirigida por Martin Provost y estrenada en 2017. Esta estuvo protagonizada por Catherine Deneuve y Catherine Frot.
La película es actuallmente candidata para participar en la competición oficial del Berlin International Film Festival.

## Sinopsis
Claire es partera. Ha dedicado la mayor parte de sus años a traer vida a este mundo. Su contacto tan próximo con la maternidad parece dar un giro totalmente inesperado ante el regreso de una persona: Béatrice, la antigua amante de su padre. Dos mujeres y un vínculo en común que conducirá a la revelación de ciertos secretos que darán sentido a una parte importante de sus vidas.

## Reparto
- Catherine Deneuve como Béatrice Sobolevski.
- Catherine Frot como Claire Breton.
- Olivier Gourmet
- Quentin Dolmaire como Simon.
- Mylène Demongeot